# Il Ponte Vecchio con lavandaie
Il Ponte Vecchio con lavandaie è un dipinto di Mario Acerbi. Eseguito probabilmente nella seconda metà degli anni venti, appartiene alle collezioni d'arte della Fondazione Cariplo.

## Descrizione
Si tratta di uno scorcio del Ponte Coperto di Pavia, soggetto fra i più ricorrenti della pittura di area pavese, eseguito con un tratto tipico della produzione giovanile di Acerbi, memore del naturalismo lombardo ottocentesco. Per soggetto e stile realizzativo non si discosta da altri lavori dell'autore, all'epoca ancora piuttosto influenzato dal padre Ezechiele e dai suoi maestri Carlo Sara, Romeo Borgognoni e Giorgio Kienerk.